# Bollebygd (plaats)
Bollebygd is de hoofdplaats van de gemeente Bollebygd in het landschap Västergötland en de provincie Västra Götalands län in Zweden. De plaats heeft 3364 inwoners (2005) en een oppervlakte van 244 hectare.

## Verkeer en vervoer
Bij de plaats loopt de Riksväg 27/Riksväg 40.
De plaats heeft een station op de spoorlijn Göteborg - Kalmar / Karlskrona.